# بيتر نيل (لاعب كرة قدم)
بيتر نيل (بالإنجليزية: Peter Neale)‏ (9 أبريل 1934 في المملكة المتحدة - يونيو 2022) هو لاعب كرة قدم بريطاني في مركز الدفاع. لعب مع أولدهام أثلتيك وسكونثورب يونايتد ونادي تشيسترفيلد ونادي سكاربورو.